# Якамара-куцохвіст колумбійська
Якамара-куцохвіст колумбійська (Galbalcyrhynchus leucotis) — вид дятлоподібних птахів родини якамарових (Galbulidae).

## Поширення
Птах поширений у басейні Амазонки — на заході Бразилії, в Колумбії, Еквадорі та на півночі Перу. Його природним середовищем є тропічні болота.